# Pornografia a Internet

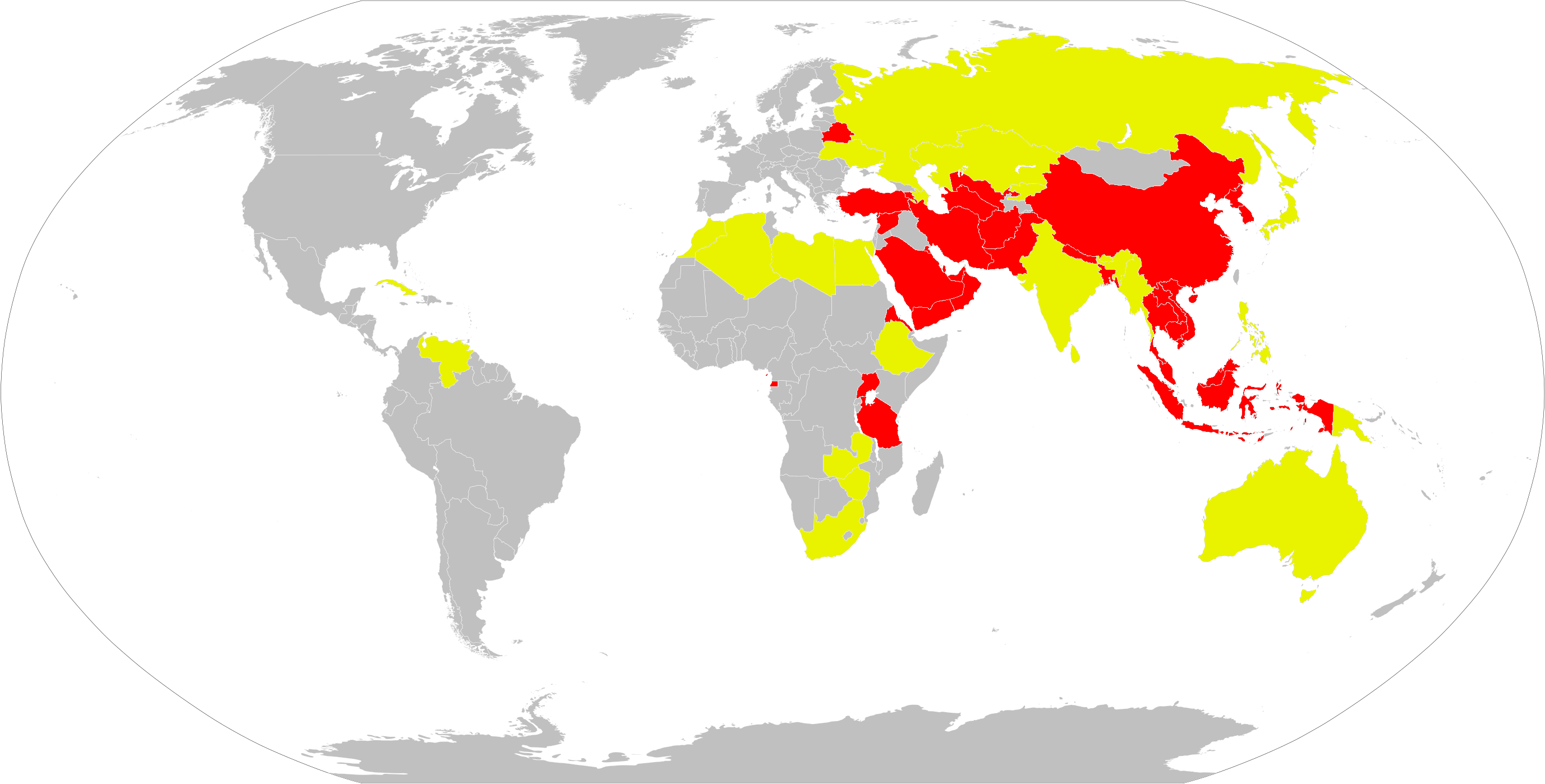
Censura de la pornografia a Internet per país
Bloquejada
Restringida
Sense censura

La pornografia a Internet és qualsevol pornografia accessible a Internet, principalment a través de llocs web, servidors FTP compartició de fitxers peer-to-peer o grups de notícies Usenet. La disponibilitat d'un accés públic generalitzat a la World Wide Web a finals de la dècada de 1990 va provocar el creixement de la pornografia a Internet.
Un estudi del 2015 troba "un gran salt" en la visualització de pornografia durant les últimes dècades, amb l'augment més gran produït entre les persones nascudes a la dècada de 1970 i les nascudes als anys 80. Tot i que els autors de l'estudi assenyalen que aquest augment és "més petit del que podria predir la saviesa convencional", encara és força significatiu. Els que van néixer a partir de la dècada de 1980 també són els primers a créixer en un món on tenen accés a Internet a partir de l'adolescència, i aquesta exposició primerenca i l'accés a la pornografia a Internet poden ser el principal motor de l'augment. La sèrie de conferències sobre sexe i tecnologia Arse Elektronika va dedicar la seva conferència de 2007 al que anomenen pr0nnovation. Va presentar una conferència del teòric de la cultura Mark Dery i va publicar un lector sobre el tema.

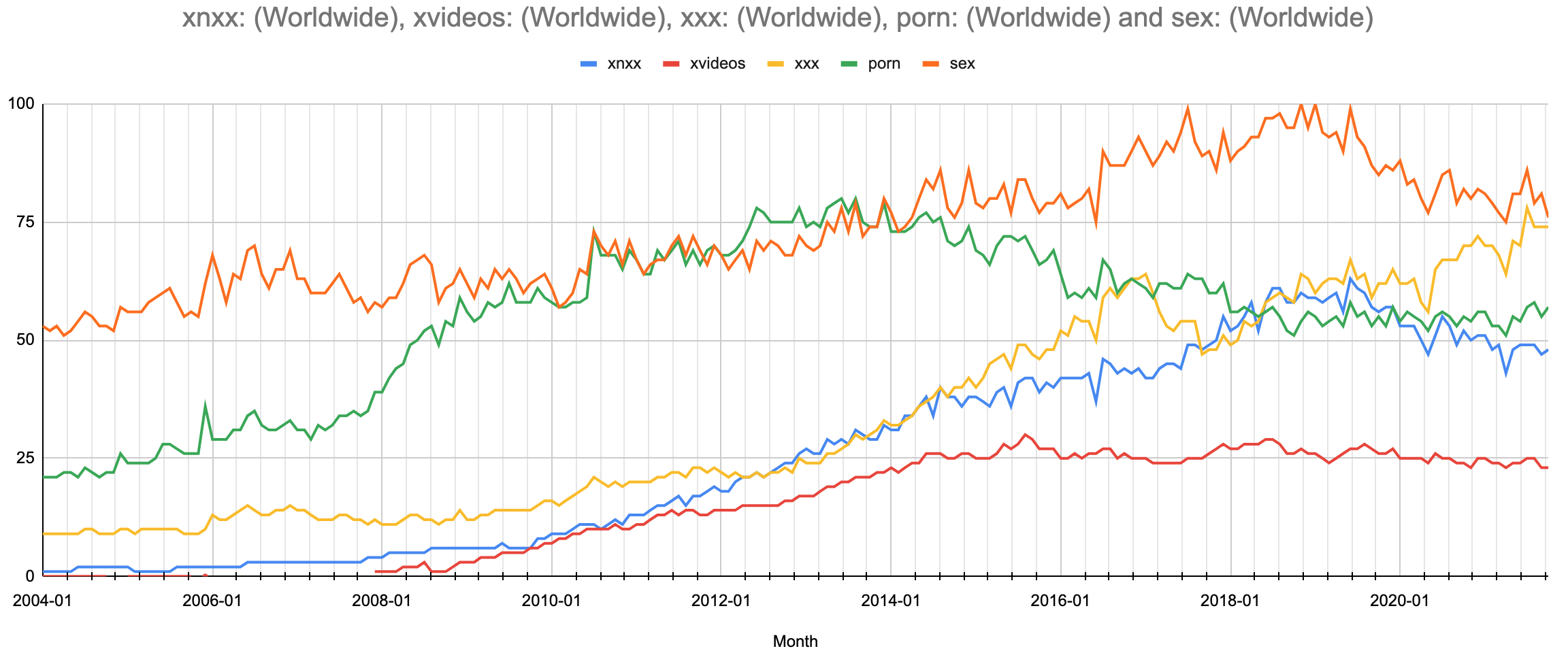
Paraules clau més cercades en línia a la pornografia.

El 2018 una única empresa, MindGeek, posseeix i gestiona molts webs pornogràfics populars, inclosos els serveis d'allotjament de vídeo Pornhub, RedTube, i YouPorn, així com els productors de pel·lícules per adults Brazzers, Digital Playground, Men.com, Reality Kings, i Sean Cody, entre d'altres, però no posseeix el llocs web xHamster i XVideos. S'ha assegurat que és un monopoli.

## Història i mètodes de distribució

### Abans de la World Wide Web
La pornografia és considerada per alguns com una de les forces impulsores de l'expansió de la World Wide Web, com abans la càmera de vídeo, el VCR i televisió per cable. Les imatges pornogràfiques s'havien transmès per Internet com a porno ASCII però per enviar imatges a la xarxa calia ordinadors amb capacitat gràfica i també una amplada de banda de xarxa més gran. Això va ser possible a finals de la dècada de 1980 i principis de la dècada de 1990 mitjançant l'ús de servidors FTP anònims i mitjançant el protocol Gopher. En aquest moment, Internet s'havia estès des de finals dels anys setanta. Un dels primers llocs de Gopher/FTP es trobava a Tudelft i es va anomenar l'Arxiu Digital al 17è pis. Aquest petit arxiu d'imatges contenia algunes imatges pornogràfiques escanejades de baixa qualitat que inicialment estaven disponibles per a qualsevol persona de manera anònima, però l'accés al lloc aviat es va restringir només als Països Baixos. Els vídeos pornogràfics també van començar a aparèixer als servidors FTP i Gopher.

### Grups Usenet
Els grups de notícies d'Usenet van proporcionar una manera inicial de compartir imatges amb l'ample de banda reduït disponible a principis dels anys noranta. A causa de les restriccions de la xarxa de l'època, les imatges s'havien de codificar com a text ascii i després dividir-les en seccions abans de publicar-se als Alt.binaries de l'usenet. Aleshores, aquests fitxers es podrien descarregar i tornar a muntar abans de ser descodificats a una imatge. El programari automatitzat com Aub (Assemble Usenet Binaries) permetia la descàrrega i el muntatge automàtics de les imatges des d'un grup de notícies. Hi va haver un ràpid creixement en el nombre de publicacions a principis dels anys noranta, però la qualitat de la imatge es va veure restringida per la mida dels fitxers que es podien publicar.
El mètode també es va utilitzar per difondre imatges pornogràfiques, que normalment s'escanejaven des de revistes per a adults. Aquest tipus de distribució era generalment gratuït (a part de les tarifes per l'accés a Internet) i proporcionava una gran quantitat d'anonimat. L'anonimat va fer que fos segur i fàcil ignorar les restriccions de copyright, a més de protegir la identitat dels usuaris que penjaven i baixaven. Durant aquest període, la pornografia també es va distribuir a través de sistema de tauler d'anuncis pornogràfics com Rusty n Edie's. Aquestes BBS podrien cobrar als usuaris l'accés, donant lloc a la primera pornografia comercial en línia.
Un article de 1995 escrit a The Georgetown Law Journal titulat "Marketing Pornography on the Information Superhighway: A Survey of 917,410 Images, Description, Short Stories and Animations Downloaded 8.5 Million Times by Consumers in Over 2000 Cities in Forty Countries, Provinces and Territories" de Martin Rimm, un estudiant graduat de la Universitat Carnegie Mellon, va afirmar que (a partir de 1994) el 83,5% de les imatges dels grups de notícies Usenet on s'emmagatzemaven les imatges eren de naturalesa pornogràfica. Abans de la publicació, Philip Elmer-DeWitt va utilitzar la investigació en un article de la revista Time, "On a Screen Near You: Cyberporn." Les troballes van ser atacades per periodistes i defensors de les llibertats civils que van insistir que les troballes eren seriosament defectuoses. "la implicació de Rimm que podria ser capaç de determinar "el percentatge de totes les imatges disponibles a Usenet que són pornogràfiques en un dia determinat" era pura fantasia" va escriure Mike Godwin a HotWired. La investigació es va citar durant una sessió del Congrés dels Estats Units. L'estudiant va canviar el seu nom i va desaparèixer de la vista pública. Godwin explica l'episodi a "Fighting a Cyberporn Panic" del seu llibre Cyber Rights: Defending Free Speech in the Digital Age.
La invenció de la World Wide Web va estimular la distribució comercial i no comercial de la pornografia. L'augment dels llocs web de pornografia que ofereixen fotos, videoclips i reproducció en línia, inclòs l'accés en directe a la càmera web, va permetre un major accés a la pornografia.

### Gratis o comercial
Al web, hi ha llocs de pornografia comercials i gratuïts. L'ús d'ample de banda d'un lloc de pornografia és relativament alt i els ingressos que un lloc gratuït pot obtenir mitjançant la publicitat poden no ser suficients per cobrir els costos d'aquest ample de banda. Una entrada recent al mercat de llocs web de pornografia gratuïta són els llocs de Thumbnail gallery post. Aquests són llocs web gratuïts que publiquen enllaços a llocs comercials, proporcionant una mostra del lloc comercial en forma d'imatges de miniatura o en forma de Free Hosted Galleries: mostres de contingut a mida completa proporcionada i allotjats pels llocs comercials per promocionar el seu lloc. Alguns llocs web gratuïts serveixen principalment com a portals mantenint índexs actualitzats d'aquests llocs de mostreig més petits. Aquestes intencions de crear directoris sobre contingut i llocs web per a adults van ser seguits per la creació de wikis per adults on l'usuari pot aportar els seus coneixements i recomanar recursos i enllaços de qualitat. Quan un usuari compra una subscripció a un lloc comercial després de fer clic des d'un lloc free thumbnail gallery, el lloc comercial fa un pagament al propietari del lloc gratuït. Hi ha diverses formes de llocs que ofereixen contingut per adults.

#### TGP
La forma més comuna de contingut per a adults és una llista categoritzada (més sovint una taula) de petites imatges (anomenades "miniatures") enllaçades a galeries. Aquests llocs s'anomenen Thumbnail gallery post (TGP). Com a regla general, aquests llocs ordenen els polzes per categoria i tipus de contingut disponible en una galeria enllaçada. Els llocs que contenen polzes que porten a galeries amb contingut de vídeo s'anomenen MGP (Movie Gallery Post). El principal avantatge de TGP/MGP és que el navegant pot obtenir una primera impressió del contingut proporcionat per una galeria sense visitar-lo.
Tanmateix, els llocs TGP estan oberts a l'abús, sent la forma més abusiva l'anomenada CJ (abreviatura de circlejerk), que conté enllaços que indueixen a error i porten el navegant a llocs que en realitat no volia veure. Això també s'anomena redirecció.

#### Llistes d'enllaços
Les llistes d'enllaços, a diferència dels llocs TGP/MGP, no mostren un gran nombre d'imatges. Una llista d'enllaços és una llista web categoritzada (freqüentment) d'enllaços als anomenats "llocs gratuïts", però a diferència dels TGP, els enllaços es proporcionen en forma de text, no de polzes ("thumb"). Encara és qüestiona quina forma és més descriptiva per a un navegant, però molts administradors web citen una tendència que els polzes són molt més productius i simplifiquen la cerca. D'altra banda, les llistes d'enllaços tenen una quantitat més gran de text únic, la qual cosa els ajuda a millorar les seves posicions a les llistes de motors de cerca. Les TopLists són llistes d'enllaços on la classificació interna dels llocs gratuïts es basa en el trànsit entrant d'aquests llocs gratuïts, tret que els llocs gratuïts dissenyats per a TopLists tenen moltes més galeries.

#### Usenet
Una altra font gratuïta de pornografia a Internet són els grups de notícies Usenet que van ser la primera llar d'aquest material. Els grups de notícies solen estar mal organitzats i estar inundats de contingut fora de tema o correu brossa. Hi ha programari comercial i llocs web disponibles que permeten navegar per imatges o vídeos en grups de notícies, de vegades amb galeries d'imatges en miniatura.

#### Peer-to-peer
Les xarxes d'intercanvi de fitxers d'igual a igual ofereixen una altra forma d'accés gratuït a la pornografia. Tot i que aquestes xarxes s'han associat en gran part amb la compartició il·legal de música i pel·lícules amb drets d'autor, la compartició de pornografia també ha estat un ús popular per compartir fitxers. Molts llocs comercials han reconegut aquesta tendència i han començat a distribuir mostres gratuïtes del seu contingut en xarxes peer-to-peer.

## Formats de pornografia a Internet

### Fitxers d'imatge
Les imatges pornogràfiques es poden escanejar a l'ordinador des de fotografies o revistes, produïdes amb una càmera digital o un fotograma a partir d'un vídeo abans de pujar-les a un lloc web pornogràfic. El format JPEG és un dels formats més comuns per aquestes imatges. Un altre format és GIF que pot proporcionar una imatge animada on les persones de la imatge es mouen. Pot durar només un segon o dos fins a uns quants minuts i després es repeteix (es repeteix) indefinidament. Si la posició dels objectes a l'últim fotograma és aproximadament la mateixa que al primer fotograma, hi ha la il·lusió d'acció contínua.

### Fitxers de vídeo i streaming de vídeo
Els videoclips pornogràfics es poden distribuir en diversos formats, com ara MPEG, WMV i QuickTime. Més recentment, els fitxers d'imatge VCD i DVD permeten la distribució de VCD i DVD sencers. Existeixen molts llocs pornogràfics comercials que permeten veure vídeos pornogràfics en continu. A partir del 2020, alguns llocs de pornografia a Internet han començat a oferir contingut de resolució 5K, mentre que la resolució 1080p i la resolució 4K són encara més habituals.
Des de mitjan 2006, han aparegut llocs web de compartició de vídeos pornogràfics gratuïts amb publicitat basats en el format YouTube. Conegut com Pornografia 2.0, aquests llocs generalment utilitzen la tecnologia Flash per distribuir vídeos que han estat penjats pels usuaris; aquests inclouen contingut generat per usuaris, així com escenes de pel·lícules porno comercials i clips publicitaris de llocs web pornogràfics.

### Càmeres web
Un altre format de contingut per adults que va sorgir amb l'arribada d'Internet són les càmeres web en directe. El contingut de la càmera web generalment es pot dividir en dues categories: espectacles col·lectius que s'ofereixen als membres d'un lloc de pagament per a adults i sessions privades 1 a 1 que solen vendre's de pagament per visualització.
Els espectacles sexuals per càmera web basats en servidor impulsen una economia internacional única: models adults de diversos països fan espectacles de webcam en directe i xategen per a clients de països rics. Aquest tipus d'activitats de vegades són mediats per empreses que crearan llocs web i gestionaran les finances. Poden mantenir l'espai "d'oficina" on els models puguin actuar, o bé proporcionen la interfície perquè els models funcionin a casa, amb el seu propi ordinador amb càmera web. A partir del 2020, la majoria dels anomenats amfitrions de càmeres reprodueix directament des de casa seva, a causa de les línies d'Internet ràpides i les càmeres web HD barates, que estan disponibles a baix cost. Els models es paguen amb propines o venent contingut exclusiu als seus espectadors a través de llocs de càmeres en directe, que poden arribar a més de 20.000 espectadors alhora. Els llocs de càmeres en directe són molt populars. Els llocs grans com Chaturbate o LiveJasmin es troben entre els 100 llocs web més populars segons Alexa Internet.

### Altres formats
Altres formats inclouen fitxers de text i àudio. Tot i que les històries pornogràfiques i eròtiques, distribuïdes com a arxiu de texts, pàgines web i mitjançant taulers de missatges i grups de notícies, han estat semi-populars, la pornografia d'àudio, a través de formats com MP3 i FLV, han augmentat en popularitat. La pornografia d'àudio pot incloure enregistraments de persones fent sexe o simplement llegint històries eròtiques. (Les revistes pornogràfiques estan disponibles en format Zinio, que proporciona un programa de lectura per permetre l'accés.)
També han sorgit formats combinats, com ara les webteases que consisteixen en imatges i text.

## Control de continguts
Al costat de la popularització de la pornografia en Internet, va sorgir la necessitat d'oferir un sistema de control de continguts per impedir l'accés a continguts inapropiats, bé per l'edat de l'usuari (menors de 18 anys navegant per Internet sense supervisió directa) o bé per la situació (empleats en temps de treball, una biblioteca pública, etcètera). D'aquesta manera, qui contracta els serveis d'aquest programari pot impedir que des d'un ordinador o des d'una xarxa es pugui accedir als continguts que consideri inapropiats. Coneguts softwares d'aquest estil són SAINT App, CyberPatrol, Net Nanny o Bess, entre d'altres. A vegades, els navegadors web també poden aportar solucions al control de continguts, com el fa per exemple Mozilla Firefox, que té disponibles extensions per a dur a terme la tasca. OUn altre exemple és Safari, que permet definir una llista blanca per a determinats usuaris. Altres navegadors web deleguen la tasca sobre el sistema operatiu, com Internet Explorer 7, que permet integrar-se amb la protecció de Windows Vista o el mateix Safari, que es pot integrar amb el sistema de control patern de Mac US X.
El filtrat de contingut de la Web es pot realitzar a diversos nivells, des del ISP, des del gestor d'una xarxa d'ordinadors o des d'un ordinador personal. Cadascun dels nivells presenta els seus problemes d'aplicació, sent present en tot moment el dilema de "Qui vigila al vigilant?". El control a nivell d'ISP és sens dubte el més controvertit, perquè es considera com una privació a la llibertat d'expressió i un acte de censura, perquè no és tasca del proveïdor d'accés decidir quins continguts són apropiats per als seus usuaris, i els intents d'implantació solen generar una important polèmica. No obstant això, molts ISP ofereixen com a servei extra alguna mena de control de continguts, a vegades inclosos en un paquet que inclou protecció contra spam i virus. Serveixin com a exemple ONO i el seu servei Centinela, a més de Telefónica i el seu servei Canguro Net.
OpenDNS s un servei de DNS gratuït, el qual compte entre les seves opcions amb el bloqueig de llocs web amb contingut per a adults.

### Mètodes de filtrat
El filtrat es pot executar de diferents maneres, cadascuna amb els seus avantatges i inconvenients. La primera distinció a realitzar és si el filtrat es realitzarà amb una base restrictiva o permissiva. Els dos exemples més bàsics són les llistes negres i les llistes blanques (també anomenades llistes negatives i positives, respectivament). La primera d'elles permet un accés total a la xarxa, exceptuant els llocs web definits en una llista. Les llistes blanques, per contra, prohibeixen l'accés global a la xarxa, permetent només la visita als llocs web definits. El segon tipus de control és molt més segur, perquè proporciona un gran control a l'administrador. No obstant això, també és molt més limitat. És per això que el seu ús està poc estès, generalment només a Intranets corporatives.
Un altre sistema de control consisteix en l'etiquetatge de llocs web, la qual cosa permet fins i tot classificar per diferents grups o categories la protecció. Aquest etiquetatge pot ser dut a terme pels mateixos desenvolupadors de pàgines web o per tercers. PICS (Platform for Internet Content Selection) és un protocol creat pel W3C l'objectiu del qual és categoritzar les pàgines web. Part d'aquesta especificació s'ha heretat en l'especificació de RDF. El sistema de control de continguts de Internet Explorer en versions anteriors a la 7 es basava en aquest protocol. L'organització ICRA també es basa en aquest sistema.
El sistema més senzill, però també probablement el més propens a errors, és el que està basat en paraules clau. Així, en funció del text present en una pàgina web, es decideix si es permet o si es prohibeix veure'l.
La realitat és que resulta difícil aconseguir una navegació lliure alhora que segura, i l'efectivitat del filtrat sempre ha estat posada en dubte, bé per l'excés de falsos positius o per les pàgines considerades inadequades que no són filtrades.

## Pornografia infantil
Internet ha canviat radicalment la forma en què la pornografia infantil es reprodueix i es distribueix, la qual cosa, segons el Departament de Justícia dels Estats Units, ha derivat en un increment massiu de «la disponibilitat, l'accessibilitat i el volum de pornografia infantil». La producció de pornografia infantil s'ha convertit en un negoci molt rendible, generant diversos milers de milions de dòlars a l'any, i el seu consum no es troba ja limitat als pedòfils (pederastes). Philip Jenkins va fer notar que hi ha «proves aclaparadores que [la pornografia infantil] és gairebé impossible d'obtenir sense mitjans no electrònics».
Els diferents serveis que ofereix Internet s'han utilitzat per a la distribució de pornografia infantil. Els xats o xarxes de missatgeria instantània són un bon exemple d'això, amb l'afegit que permet la involucració del propi menor en el procés, podent així contactar amb menors d'edat per a fer-los xantatge o obligar-los a participar en la creació de continguts il·legals.
Les xarxes P2P han tingut un paper molt important en l'increment del volum de pornografia infantil, fent-la particularment accessible a qualsevol tipus d'usuari, compartint de manera gratuïta i en tota la xarxa fitxers etiquetatges d'una forma determinada. Per aquesta raó, sovint s'ha criminalitzat el canal de comunicació en lloc de l'ús que se li dona a aquest.
També les xarxes socials han suposat una evolució en la distribució i l'accés a pornografia infantil. El servei Orkut de Google ha estat motiu de denúncies per albergar àlbums de fotos amb suposadament continguts pornogràfics que involucren a menors d'edat.
El NCMEC (National Center for Missing and Exploited Children) va estimar en el 2003 que el 30% de la pornografia d'Internet incloïa a menors d'edat com a protagonistes, i que des de 1997 el nombre d'imatges disponibles en Internet s'havia incrementat en un 1.500%. Sobre aquesta proliferació de continguts, el Departament de Justícia dels Estats Units va afirmar que «s'estima que, en qualsevol instant precís, existeixen més d'un milió d'imatges pornogràfiques sobre nens en Internet, i unes 200 noves imatges diàries». També van comentar que tan sols una sola persona que havia estat arrestada al Regne Unit posseïa 450.000 imatges, i que un sol lloc web havia rebut un milió de visites en un mes. També es va establir que bona part de la distribució de pornografia infantil és portada a caba en "nivells ocults" d'Internet, amb una estimació d'entre 50.000 i 100.000 pedòfils involucrats en xarxes pornogràfiques arreu del món, amb al voltant d'un terç de les operacions procedents dels Estats Units. Les càmeres digitals i la distribució en Internet, al costat de la facilitat d'ús de targetes de crèdit i el traspàs de fronteres ha fet més fàcil que mai per als usuaris de pornografia infantil obtenir imatges i vídeos.
En 2007, la Internet Watch Foundation britànica va informar que la pornografia infantil en Internet s'està fent més gràfica i brutal, quadruplicant-se el nombre d'imatges mostrant abusos sexuals violents des de 2003. El CEO va afirmar que «el més preocupant és que la serietat i la gravetat de les imatges està augmentat. Estem parlant de nens prepúbers (vegeu preadolescència) que estan sent violats». Al voltant del 80% de la pornografia infantil involucra a nenes en el procés, i un 91% té a nens menors de 12 anys com a protagonistes. La persecució de distribuïdors d'aquests continguts és complicada, perquè es valen de múltiples servidors internacionals, i a vegades transmeten les imatges de forma fragmentada per evadir la llei.
Però l'arribada d'Internet no sols ha afavorit a la difusió d'aquesta mena de continguts. Igual que ha millorat la comunicació entre consumidors d'aquesta mena de continguts arreu del món, també ha facilitat el descobriment de xarxes de pornografia nacionals i internacionals. Els cossos de seguretat han desenvolupat noves eines per combatre la pornografia infantil i també s'han beneficiat de la manca d'anonimat absolut a les xarxes informàtiques, aconseguint desbaratar en moltes ocasions xarxes de pornografia infantil gràcies al rastreig de les comunicacions. Així mateix, s'ha fet partícip al ciutadà, facilitant els mitjans de denúncia en cas de trobar pàgines amb contingut pornogràfic infantil o demanant la col·laboració ciutadana de manera directa. Només a Espanya, es va realitzar més de mig miler de detencions en relació amb la pornografia infantil en 2008.
A l'abril de 2008, el motor de cerca web Google va adaptar un programari per a la facilitar el rastreig de pornografia infantil accessible a través de la seva pàgina web. Aquest programari, inicialment dissenyat per a detectar infraccions de copyright en fitxers pujats a YouTube, es basa en el reconeixement de patrons.
Una revisió sistemàtica de tres estudis publicada en 2018, un realitzat al Canadà i els altres dos als Estats Units, i que van comptar amb la participació d'estudiants entre els 5 i 19 anys, va concloure que la prevenció sobre l'abús cibernètic tenen efectes positius en l'augment del coneixement sobre temes de seguretat en Internet. Malgrat això, els estudiants no van disminuir les seves probabilitats d'involucrar-se en conductes inapropiades en línia, com revelar el seu nom o enviar correus electrònics i missatges a estranys. No obstant això, davant el baix nombre d'estudis disponibles, resulta impossible treure conclusions sòlides, per la qual cosa cal més estudis.